# エンリケ・コリャル
エンリケ・コリャル・モンテルビオ（Enrique Collar Monterrubio、1934年11月2日 - ）は、スペイン・アンダルシア州セビーリャ出身の元サッカー選手。ポジションはフォワード。元スペイン代表。

## 経歴

### クラブ
地元アンダルシア州のインペリアルCFとマドリードに拠点を置いていたペーニャ・ノリアを経て、1949年にアトレティコ・マドリードのカンテラに加入する。1952年、兄のアントニオ・コリャルらとともに、当時テルセーラ・ディビシオン (3部)に所属していたカディスCFへとレンタルされた。カディスではプロ1年目ながらリーグ7ゴールを挙げた。
レンタルバック後の1953-54シーズン、RCDエスパニョールとのリーグ開幕戦でアトレティコのトップチームデビューを果たした。しかし、その後は出番が限られ、シーズン公式戦出場わずか4試合と厳しい状況が続いた。翌シーズンも状況に改善の兆しが見られなかったため、出場機会を求めてセグンダ・ディビシオンのレアル・ムルシアへレンタル移籍をした。加入後11試合で7得点を挙げるなど中心選手として活躍し、冬にアトレティコへ復帰した。また。ムルシアはシーズン終了後にプリメーラへと昇格を決めた。
アトレティコに復帰してからは、レギュラーの座を掴み、1959-60シーズンからは2シーズン連続でコパ・デル・ヘネラリッシモ (現コパ・デル・レイ)獲得、1961-62シーズンには自身初の国際タイトルであるUEFAカップウィナーズカップ優勝も経験した。後者の大会で優勝したこともあり、そのシーズン終了後のFIFAワールドカップを戦うスペイン代表に選出され、コリャルは大会1試合に出場した。また、アトレティコでは、同じ左サイドを任されたホアキン・ペイロと抜群の相性を見せ、Ala infernal (直訳すると地獄の翼)と呼ばれ、1960年代のスペインを代表するコンビとなった。
1965-66シーズン、クラブは史上5度目となるリーグ優勝を果たした。31歳となったコリャルもレギュラーとしてシーズンを戦い抜き、リーグ優勝に大きく貢献した。1968-69シーズン終了後、コリャルはクラブを退団した。すでに34歳だったことから、現役引退も予想されたが、現役ラストシーズンと決めてバレンシアCFに移籍した。しかし、バレンシアではシーズン15試合1得点とキャリアワーストとなる成績になってしまった。そしてシーズン終了後に現役引退を発表した。

### 代表
1955年6月19日、スイス代表との親善試合でスペイン代表デビュー。デビュー後、定期的に代表招集を受け、1962 FIFAワールドカップと1964 欧州ネイションズカップに参加したが、W杯に1試合出場したのみで、ゴールも記録できなかった。

## タイトル

### クラブ
アトレティコ・マドリード
- コパ・デル・ヘネラリッシモ : 3回 (1959-60, 1060-61, 1964-65)
- UEFAカップウィナーズカップ : 1回 (1961-62)
- ラ・リーガ : 1回 (1965-66)

### 代表
U-18スペイン代表
- UEFA U-19欧州選手権 : 1回 (1958)

スペイン代表
- 欧州ネイションズカップ : 1回 (1964)